# Basílica de Saint-Tugdual (Tréguier)
La antigua catedral de San Tudwal (en francés: cathédrale Saint-Tugdual) fue la catedral del desaparecido obispado de Tréguier (uno de los nueve obispados de la Bretaña histórica hasta 1790). Construida en estilo gótico en los siglos XIV y XV, el edificio tiene una parte de estilo románico (torre Hasting) preservada de la anterior catedral románica. La catedral tiene la peculiaridad singular de tener tres torres, todas descansando sobre el transepto. La catedral se nombra en honor al Tudwal de Tréguier, religioso del siglo V.
Es parte de la primera lista de monumentos históricos de 1840, emitida por Prosper Mérimée
El edificio fue elevado al rango de basílica menor por el papa Pío XII el 28 de febrero de 1947.
Se dice que Hubert de Sainte-Marie habría realizado trabajos sobre ciertos vitrales de la iglesia.

## Historia

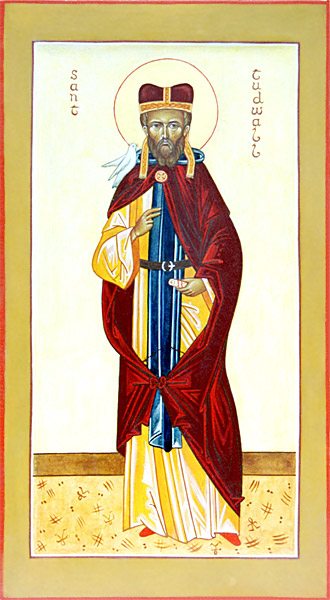
Un icono mostrando a san Tugwal

La existencia de esta bella catedral en lo que efectivamente es una pequeña ciudad se debe al hecho de que Tréguier se convertiría en un lugar de peregrinación para dos hombres: san Tudwal, un galés, y san Yves. Sin embargo, se debe señalar que Tréguier ya no es la sede de un obispado, siendo el obispado de Tréguier abolido en 1801 cuando fue repartido entre la diócesis de Quimper y la diócesis de Saint-Brieuc, conocida desde 1852 como Saint-Brieuc-Tréguier. Sin embargo la iglesia todavía es conocida como la catedral de Tréguier.
Fue en el siglo VI cuando las invasiones anglosajonas hicieron que Tudwal abandonara Gales y se estableciera en Bretaña. Tudwal había sido pupilo en el monasterio de Llanwit Major, fundado por san Iltud, pero ahora, con su madre y varios monjes compañeros, se enfrentó a los mares y se estableció en Bretaña, en el punto donde los ríos Guidy, Jaudy y su estuario se unen, y finalmente y alrededor de 532 fundaron un monasterio que llamó "Landreguer" ("el monasterio de los tres ríos") y alrededor de este monasterio y del pueblo de Minihy creció lo que sería finalmente la ciudad de Tréguier. Tudwal fue hecho obispo por el rey bretón, el rey Childeberto y del monasterio de Landreguer emergió una catedral dedicada a san Andrés.
Las invasiones normandas del siglo IX vieron como Tréguier y la catedral fueron devastados y el entonces obispo, monseñor Gorennan, huyó y el cuerpo de Tugdual se trasladó a Chartres. There was no bishop in residence for 90 years, but finally, the invaders were forced out by Alan II, Duke of Brittany
El obispado de Tréguier fue creado en 950, pero los primeros obispos tuvieron que contentarse con una catedral hecha de madera hasta alrededor de 970. El obispo Gratias alentó la construcción de una nueva catedral de estilo románico primitivo. De este edificio solo queda hoy la torre del transepto del norte conocida como la torre Hastings, llamada extrañamente por uno de los líderes de los invasores normandos, y algunas de las columnas o pilares internos. Si la catedral románica de Tréguier fue completada con ese campanario, como era la costumbre, se puede suponer que sería construida entre 1090 y 1110, sobre una planta basilical benedictina. Su construcción habría sido emprendida por el obispo Hughes de Tréguier y financiada por los hijos de Eudes I de Penthièvre, conde en Bretaña (hermano puissant del duque Alain III) ya que Eudes I falleció en enero de 1079 (está enterrado en el ábside de la catedral de Saint-Brieuc).
En 1339, durante el obispado de Richard de Poirier, se inició la construcción de la catedral gótica. Los trabajos comenzaron con el pórtico occidental pero solamente dos años más tarde la guerra de sucesión bretona forzó la paralización, a nivel del tercer tramo. Los bretones quedaron agotados y arruinados por esta guerra, peleada entre las familias de Blois y de Monfort, la primera asistida por los franceses y la segunda por los ingleses. En 1345, los ingleses invadieron el área y utilizaron la catedral como parte de su guarnición destruyendo gran parte del edificio excepto la tumba de san Yves que dejaron intacta. El tratado de Guérande puso fin a la lucha y esto permitió que se reanudara la construcción, primero de 1363 a 1371 durante el obispado de monseñor Begaignon, cuando se terminaron la nave central y las laterales, así como el "porche du Peuple" y luego durante el obispado de monseñor Morelli entre 1385 y 1400. El escudo de armas de Morelli se puede ver en la clave de la bóveda del segundo cruce del coro. Las campañas continuaron hasta 1425 y esto permitió la realización del coro y de su ambulatorio.

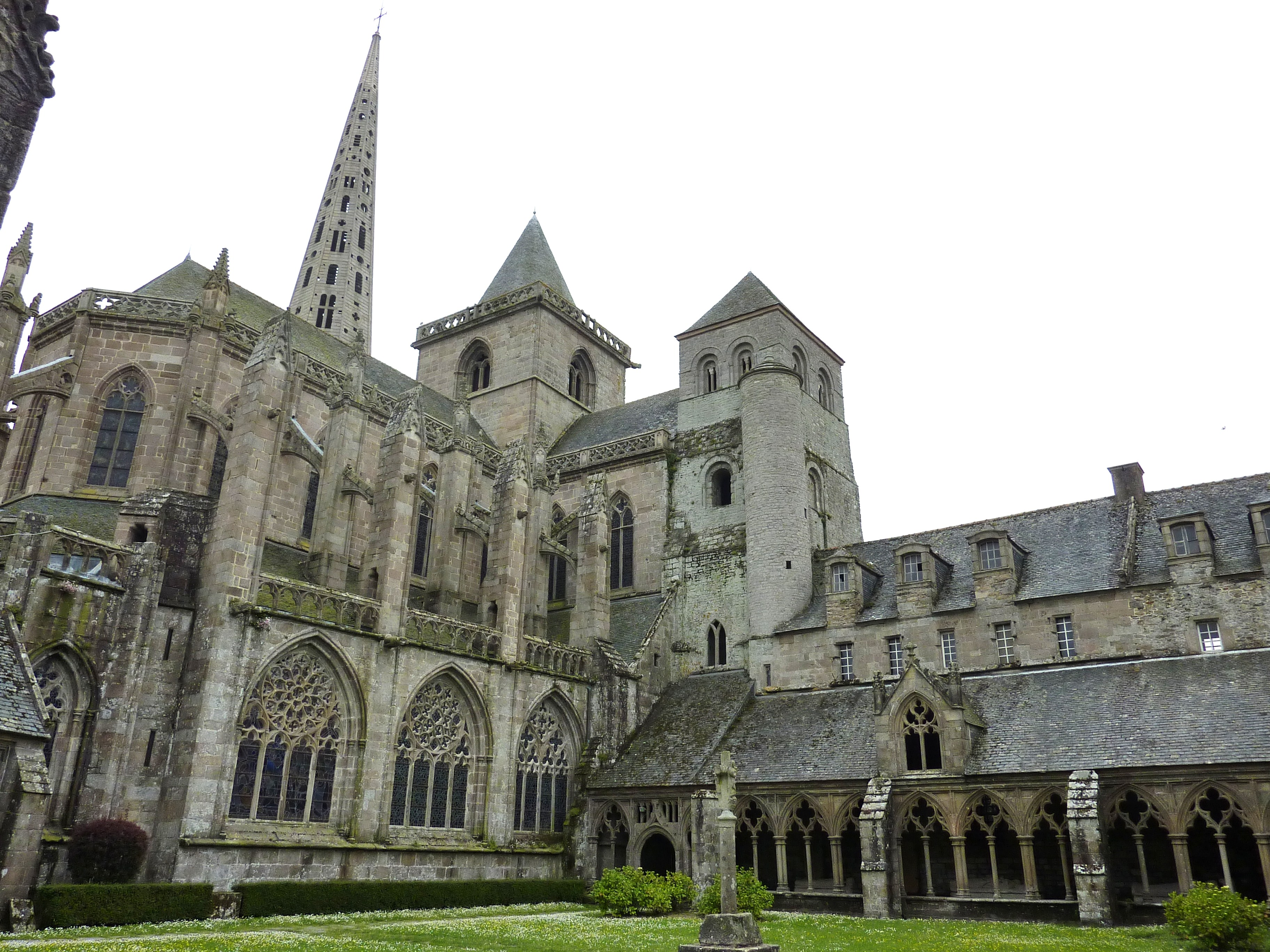
Una vista de la catedral, con el flanco norte del coro, la aguja del "Tour des Cloches", las torres "Sanctus" y "Hastings" y la galería oeste de los claustros.

Alrededor de 1432, el pórtico sur fue terminado bajo el obispo Pierre Pédru y el obispo Jean de Ploeuchabría añadido frescos y vitrales a la catedral aunque las ventanas fueron quitadas durante la revolución.
En 1420, el duque Juan V tenía una capilla creada para que fuera enterrado en ella; en 1515 se construyeron los contrafuertes del coro y en 1648 se restauraron los asientos del coro que databan de 1509.
Entre 1785 y 1787, una flecha de piedra reemplazó la aguja entonces cubierta de plomo, en parte financiada por un generoso préstamo de Luis XVI (la flecha quedó dañada durante las tormentas de diciembre de 1999). El obispo Augustin Le Mintier instigó esto, y los planos y servicios fueron utilizados del ingeniero civil François Anfray.
En 1793 la catedral fue saqueada por un batallón de revolucionarios, pero en 1801 y después del Concordato volvió a ser un lugar de culto. La catedral fue restaurada y Prosper Mérimée tomó parte activa en la restitución de la catedral en su papel de "Inspecteur Général des monuments historiques". "inspector general de los monumentos históricos".
En 1860 se despejaron alrededor de la catedral casas y tiendas para crear espacio y permitir que la catedral fuese vista sin obstrucción, los claustros fueron restaurados en 1910 y en 1946 el edificio recibió el estatus de basílica menor.

## Descripción general
El edificio comprende, al oeste, un cuerpo de tres naves, al este, un coro rodeado por un deambulatorio en el que abren tres capillas radiante. El transepto está bien marcado y consiste en un brazo norte que soporta una torre románica llamada torre Hasting, y uno sur coronado al final por una torre gótica (llamada «tour aux cloches», 'torre con campanas') que termina en una flecha que alcanza los 60 m.
Por último, la catedral tiene un magnífico claustro gótico con 48 arcadas, situado en el ángulo formado por el coro y la sección norte del transepto, y por tanto, al noreste del edificio. Abovedado en carpintería, fue construido en 1468. Ofrece un bello mirador sobre las tres torres del edificio.
El edificio toma la forma de una cruz latina, con una longitud de 75 m y una anchura de 17.45 m. La longitud del transepto es de 40 m, los brazos del transepto tienen 7 m y la altura de la bóveda interna de 18 m.
La nave abovedada tiene siete crujías, y las naves laterales comprenden tres niveles que comienzan con grandes arcadas, luego un triforio y, finalmente, ventanas altas. Esta elevación es en gran medida una convención gótica inspirada principalmente en Chartres. Las crujías de la nave varían en longitud y las columnas no son uniformes, sin duda explicadas por el hecho de que las columnas de los tres primeras crujías se remontan a principios del siglo XIV, mientras que las otras cuatro columnas se levantaron en la segunda mitad del siglo XIV.

### Torres
La catedral tiene tres torres, y la mejor vista de ellas se disfruta desde el cercano Hôtel de Ville. La primera de ellas es una torre románica que data del siglo XII y es todo lo que queda del edificio de estilo románico. Se llama la "Tour Hastings". La torre tiene tres niveles, el superior tiene dos ventanas semicirculares en cada cara. El inferior tiene un solo hueco en tres de sus caras. Una escalera sube por el interior hasta la torreta noreste. La siguiente torre está sobre la sacristía de la catedral y se llama "Tour du Sanctus", probablemente porque el "Sanctus" era  convocado desde ella anunciando una misa. El remate puntiagudo de la "Tour du Sanctus" está rodeado por una balaustrada ornamentada. La torre final y tercera se llama "Tour Neuve" y de ahí se eleva la aguja de la catedral, que se erigió en 1787 para reemplazar a un campanario de plomo. También desde el Hôtel de Ville se puede ver el monumento a los muertos de Francis Renaud, que representa a una mujer de Trėguier que se lamenta por la muerte de un ser querido, una obra conmovedora.
La catedral tiene un espléndido claustro que dispone de 48 arcadas de estilo gótico flamígero en total y que está ubicado en el noreste del edificio, en el ángulo formado por el coro y el brazo norte del transepto. Fue construido en 1460, consagrado en 1468 y ofrece una buena vista de las tres torres de la catedral.

## Exterior de la catedral
Vista desde la plaza du Martray, la parte de la nave del exterior de la catedral muestra unos masivos contrafuertes y grandes arbotantes. Los contrafuertes centrales del coro tienen pilastras con algunas estatuas en su base que representan a santos bretones y figuras legendarias. Aquí hay algunas imágenes del exterior de la catedral.

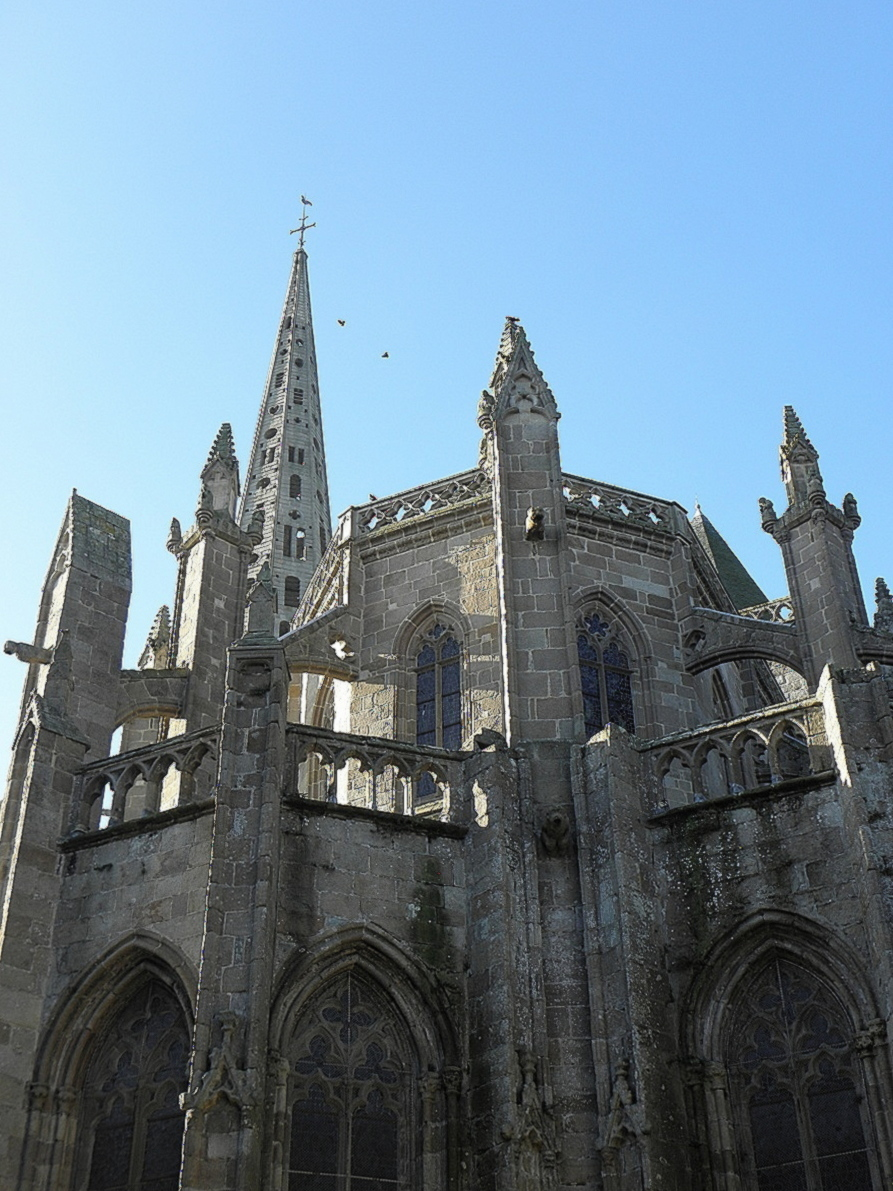
Vista de la cabecera
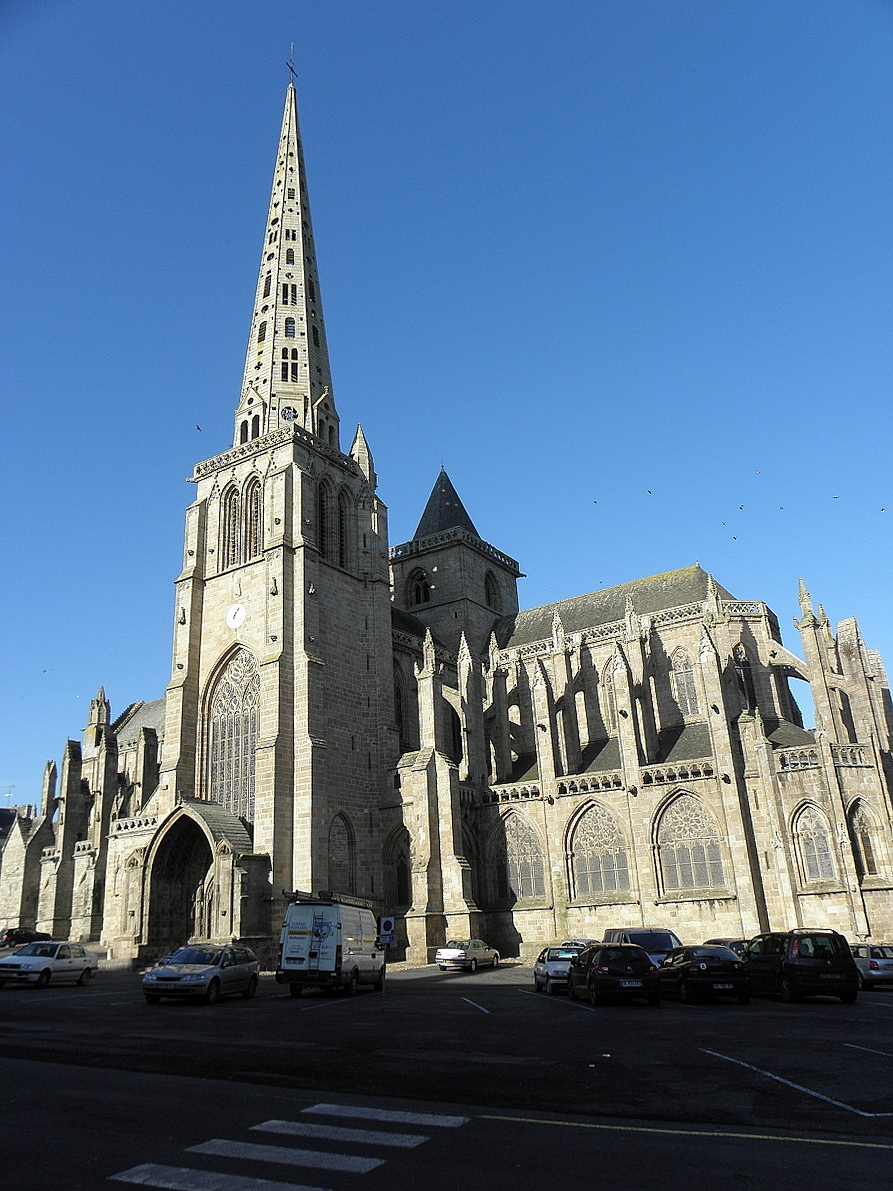
Vista de la cabecera, las torre des Cloches y Sanctus y el flanco sur.
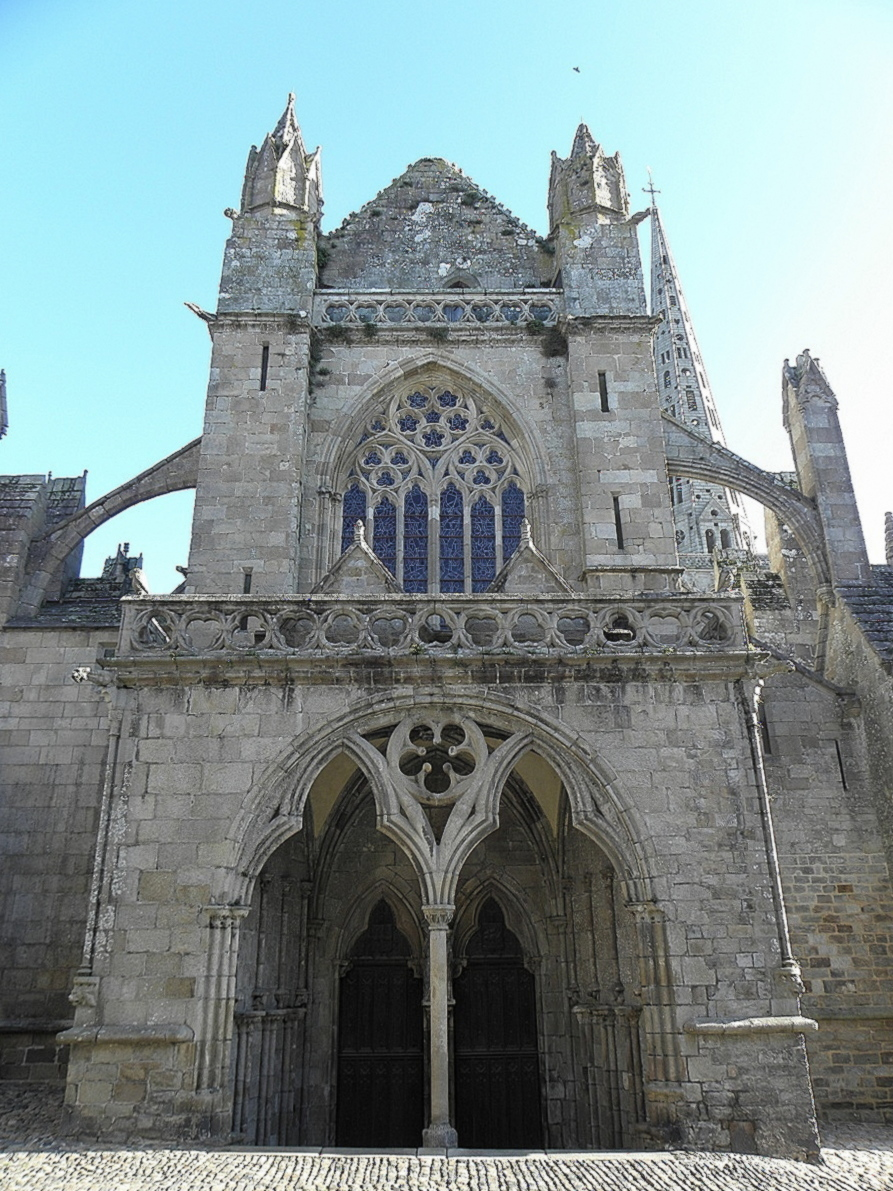
Vista de la torre del reloj y la torre "Sanctus" detrás.
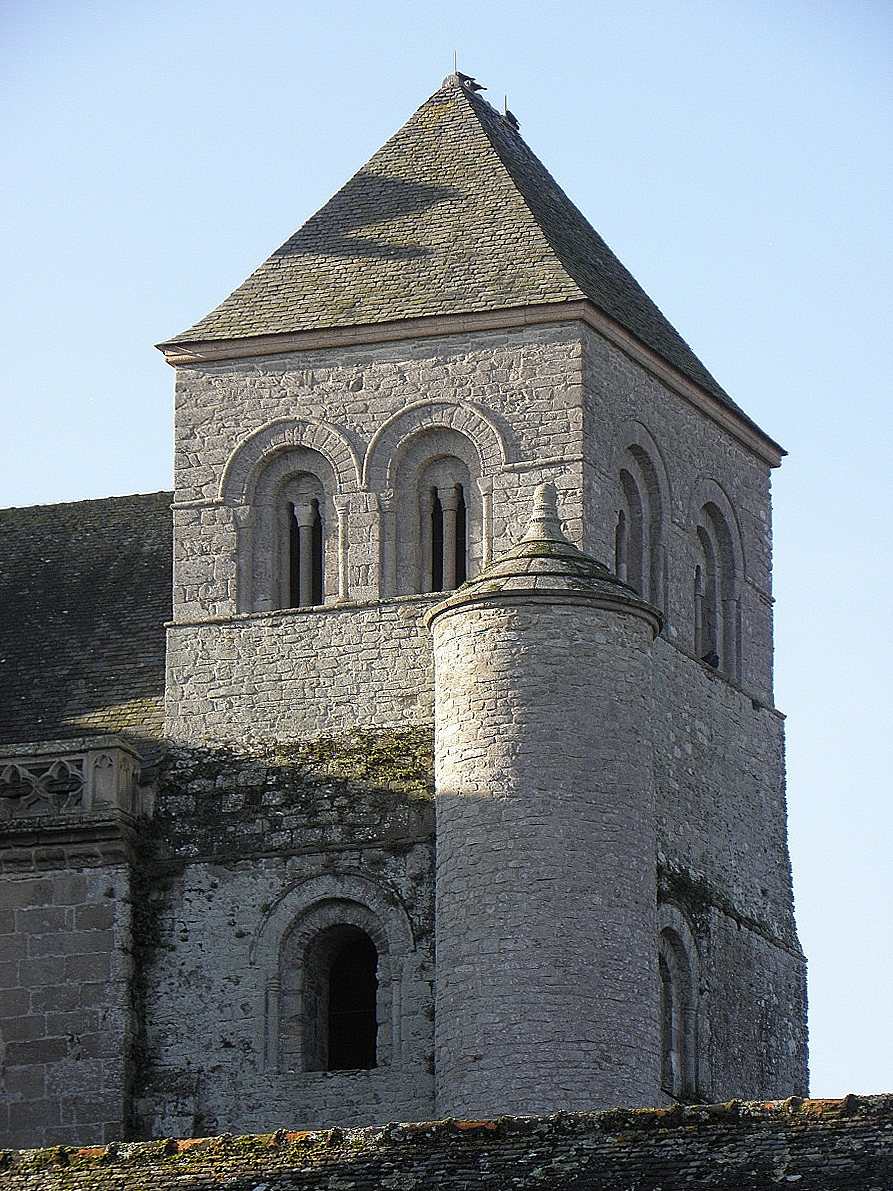
La torre  "Hastings", de estilo románico y tres niveles

### Porches
La catedral tiene tres porches:
- en el lado occidental, el «porche des lépreux» ('porche de los leprosos'), que originalmente habría servido de entrada de los leprosos. Desde este porche se accede al edificio por dos puertas con un parteluz con una escultura del siglo XV de la Virgen María. El tímpano de la puerta lateral izquierda tiene el escudo de los Kermartins de los que la familia Saint-Yves era miembro.
- en el lado sur  de la nave:

- el «porche du peuple» ('porche del pueblo'), en el centro del flanco sur,  también tiene puertas dobles que conducen a la catedral, estando las paredes laterales decoradas con estatuas de los evangelistas y otros. La entrada del porche tiene un magnífico tímpano con un elaborado rosetón soportando columnillas.
- el «porche des cloches» ('porche de las campanas'), que se abre desde el transepto sur, es la entrada principal del edificio y aquí el parteluz es una estatua de Notre Dame de la Clarté. Fue construido casi 100 años después del porche du peuple y hoy es la entrada principal a la catedral. Las dóvelas están decoradas con dos filas de estatuillas, que comprenden unas 40 en total, y representan personajes del Antiguo Testamento, incluido el rey David tocando el arpa. Por encima del porche hay una gran ventana. La piedra angular en la bóveda del pórtico lleva el escudo de armas del obispo Pierre Piedru y la fecha de 1434.

Los porches exteriores
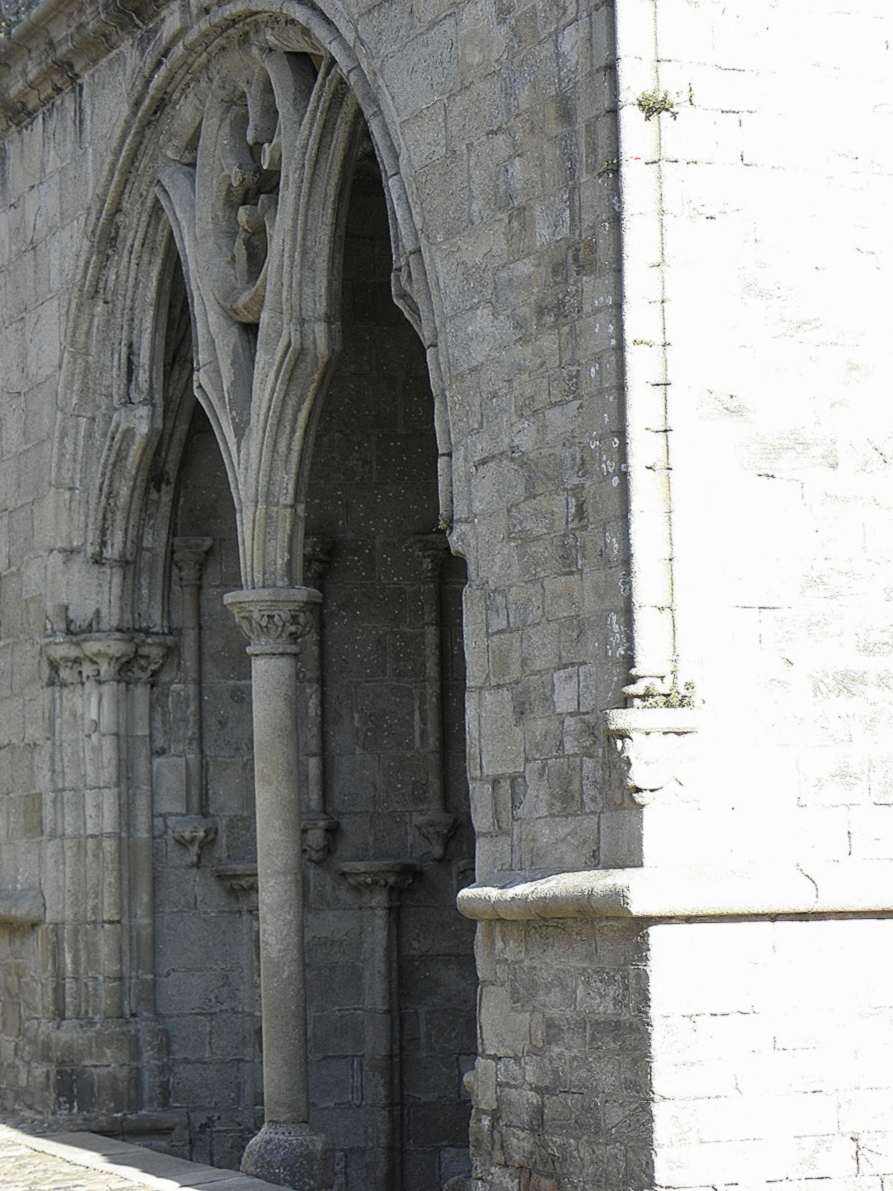
El porche occidental
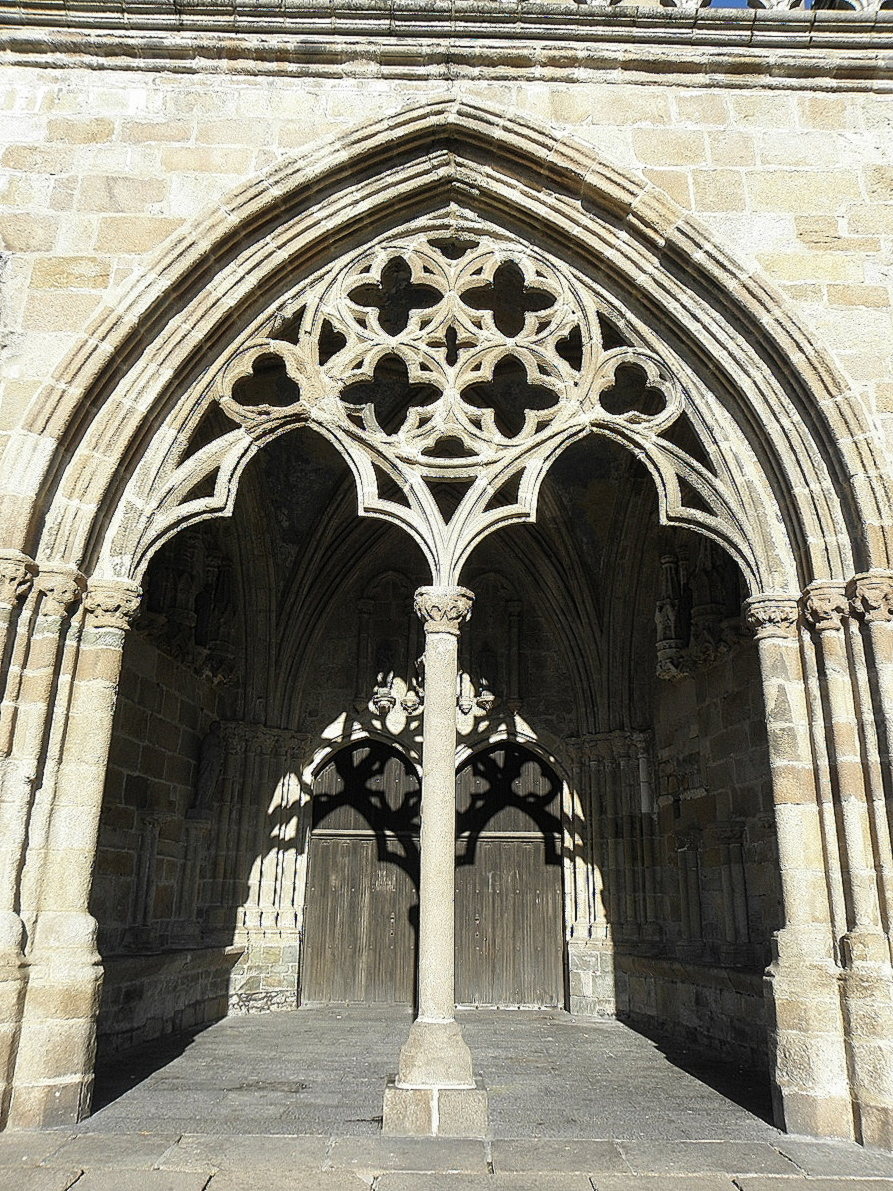
El «porche du peuple» en el lado sur, que da acceso a la catedral por una doble puerta.
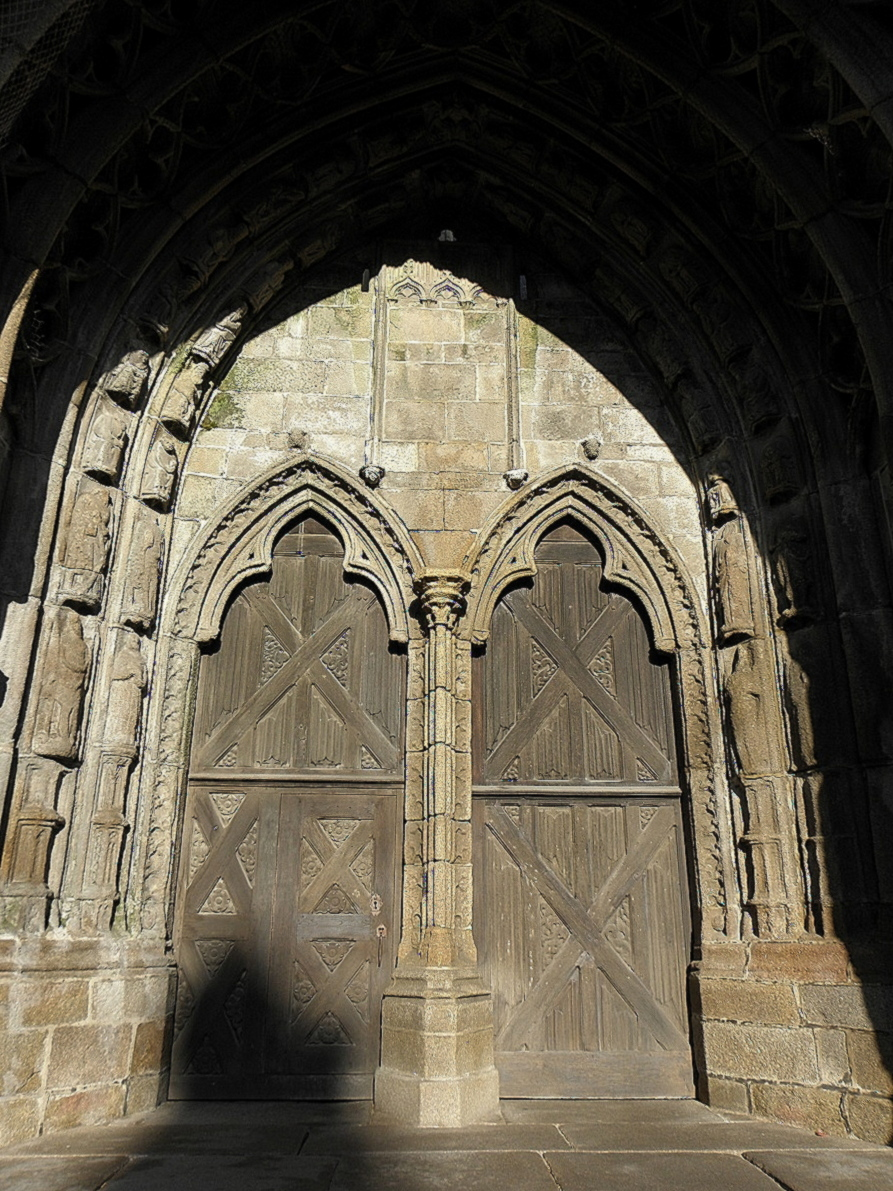
El «porche des cloches»,  el mayor de los tres.
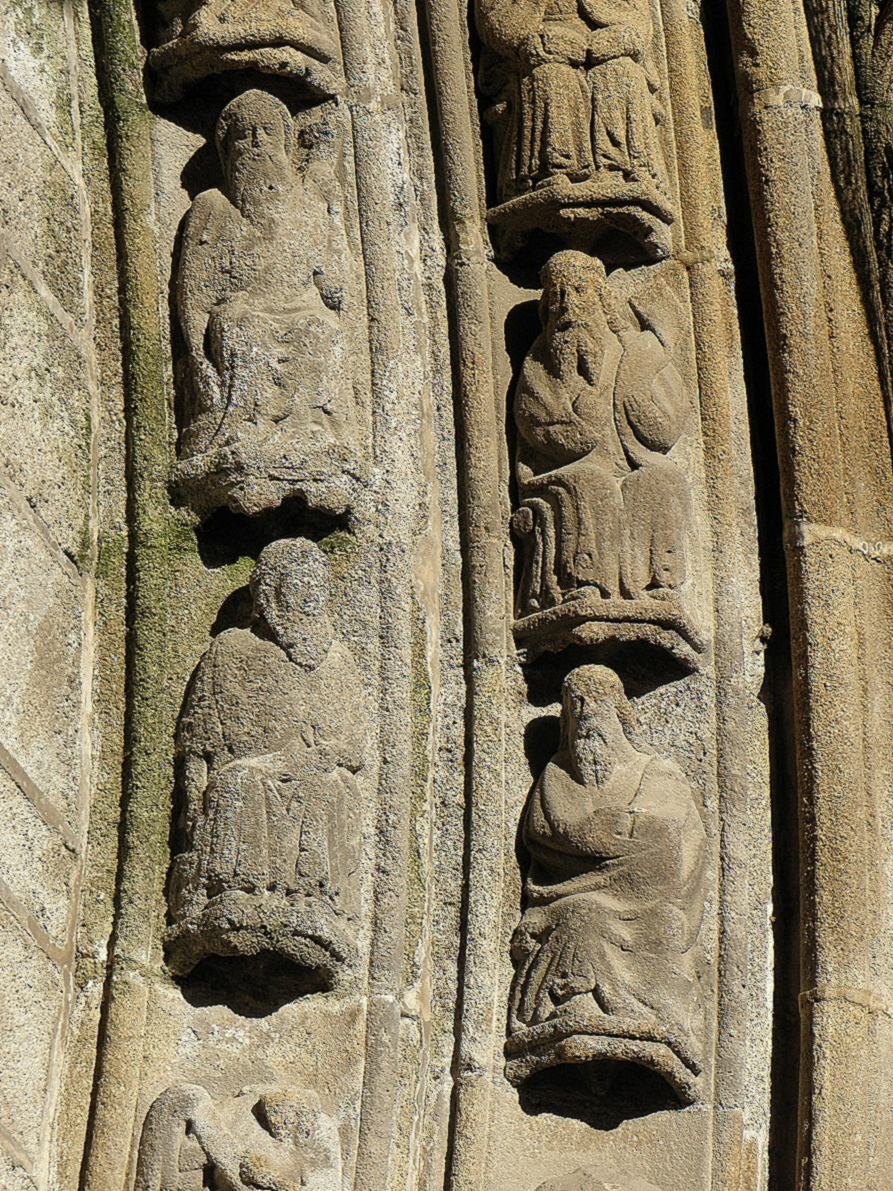
Las dóvelas que decoran el arco del «porche des cloches»
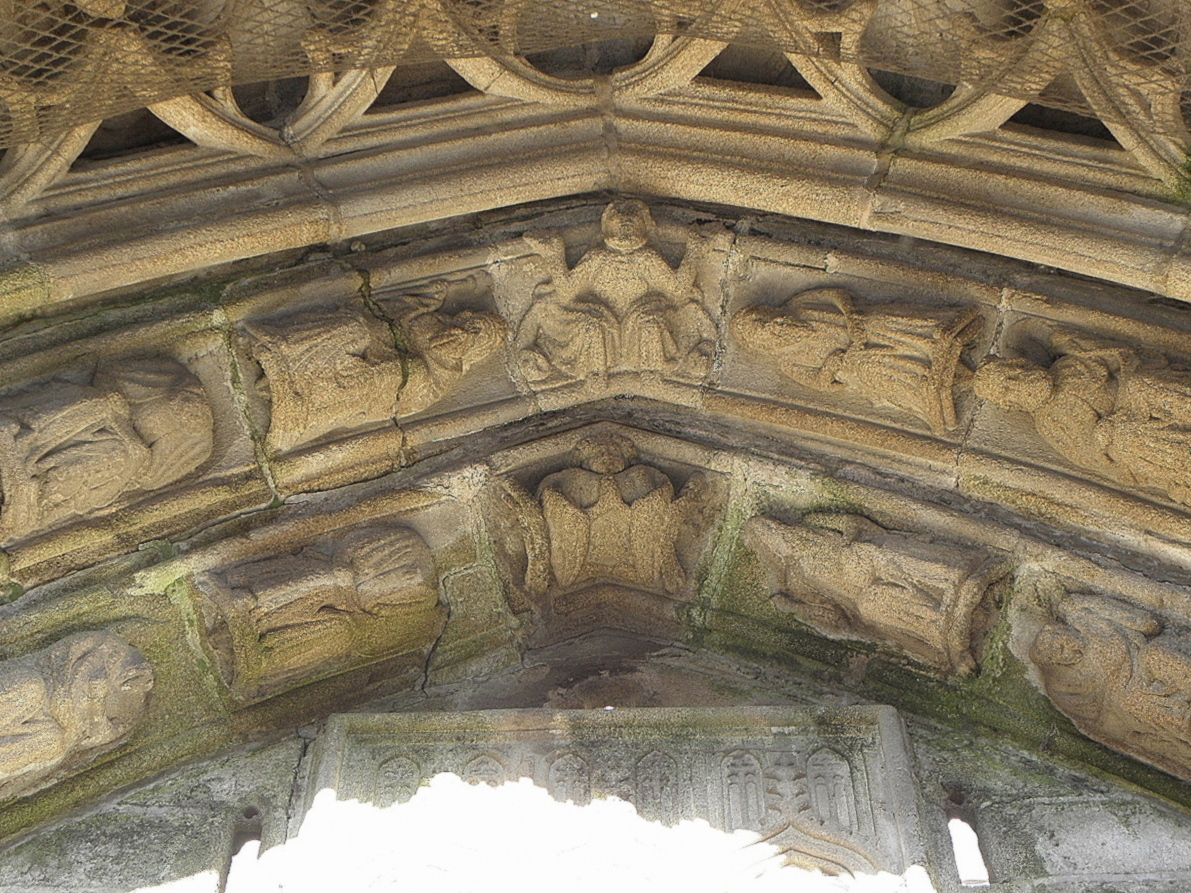
Otra vista de las dóvelas del «porche des cloches»

## Interior del edificio
En el interior del edificio se encuentran la tumba de San Yves, el santo-patrón de los bretones y de los abogados, la tumba de Jean V de Bretaña así como las tumbas de la familia de los señores de Tréguier desde 1264 a 1444.
Los más conocidos de estos señores son Olaf de Tréguier (1391-1444), su esposa, Elizabeth de Tréguier, nacida de Mortemer (1392-1444). Su matrimonio fue por amor, raro en aquellos tiempos en que los arreglos políticos prevalecían sobre los sentimientos. Además, el edificio también alberga las cinco tumbas pequeñas con yacentes de sus hijos Arthur, Edwige, Elizabeth, Rolph y Edmond. Encontrados todos muertos en la mañana del 1 de noviembre de 1444, el trágico fin de esta familia constituye un enigma de la historia bretona.
Los órganos datan del siglo XVII.